# 10509 Heinrichkayser
10509 Heinrichkayser eller 1989 GD4 är en asteroid i huvudbältet som upptäcktes den 3 april 1989 av den belgiske astronomen Eric W. Elst vid La Silla-observatoriet. Den är uppkallad efter den tyske fysikern Heinrich Kayser.
Asteroiden har en diameter på ungefär 14 kilometer.